# NGC 4565
NGC 4565 is een spiraalvormig sterrenstelsel in het sterrenbeeld Hoofdhaar. Het hemelobject ligt 30 miljoen lichtjaar van de Aarde verwijderd en werd op 6 april 1785 ontdekt door de Duits-Britse astronoom William Herschel.

## Synoniemen
- GC 3106
- IRAS 12338+2615
- 2MASX J12362080+2559146
- H 5.24
- h 1357
- KUG 1233+262
- MCG +04-30-006
- PGC 42038
- UGC 7772
- ZWG 129.10
- FGC 1471
- Holm 426A